# Kent M. Keith
Kent M. Keith (ur. 22 maja 1949 na Brooklynie) – amerykański pisarz i edukator.

## Biogram
Syn Bruce'a Keitha i Evelyn E. Johnston. W 1970 na Uniwersytecie Harvarda otrzymał tytuł B.A. (licencjata z zarządzania); w 1972 na  Uniwersytecie Oksfordzkim zdobył tytuł M.A. (magistra filozofii i nauk politycznych); w 1977 na Uniwersytecie Hawajskim tytuł J.D. (doktora prawa); w 1996 na Uniwersytecie Południowej Kalifornii tytuł Ed.D. (doktora edukacji); na  Uniwersytecie Waseda (Tokio) certyfikat ze znajomości języka japońskiego.
Keith jest autorem Przykazań paradoksalnych, znanych również pt. „Mimo wszystko”. Po raz pierwszy opublikował przykazania w książce dla liderów studenckich w 1968, gdy był studentem drugiego roku studiów.

## Przykazania paradoksalne
Ludzie są nielogiczni, nierozsądni i egocentryczni.
I tak ich kochaj.
Jeśli będziesz czynił dobro, ludzie będą oskarżać cię o ukryte egoizmy.
Czyń dobrze mimo wszystko.
Jeśli odniesiesz sukces, zdobędziesz fałszywych przyjaciół i prawdziwych wrogów.
Mimo to odniesiesz sukces.
Dobro, które uczynisz dzisiaj, jutro zostanie zapomniane.
Czyń dobrze mimo wszystko.
Uczciwość i szczerość sprawiają, że jesteś bezbronny.
Bądź jednak szczery.
Najwięksi mężczyźni i kobiety z najlepszymi pomysłami mogą zostać uziemieni przez najmniejszych mężczyzn i kobiety o małych umysłach.
W każdym razie myśl odważnie.
Ludzie faworyzują słabszych, ale podążają tylko za najlepszymi.
Tak czy inaczej walcz o słabszych.
To, co budujesz latami, może zostać zniszczone w ciągu jednej nocy.
Buduj mimo wszystko.
Ludzie naprawdę potrzebują pomocy, ale mogą Cię zaatakować, jeśli im pomagasz.
Mimo to pomagaj ludziom.
Daj światu to, co najlepsze, a dostaniesz kopniaka.
Tak czy inaczej, daj światu to, co najlepsze.

## Publikacje
Wydał pięć książek na temat przykazań:
1. Anyway: The Paradoxical Commandments: Finding Personal Meaning in a Crazy World, 2002;
2. Do It Anyway: The Handbook for Finding Personal Meaning and Deep Happiness in a Crazy World, 2003;
3. Jesus Did It Anyway: The Paradoxical Commandments for Christians, 2005;
4. Have Faith Anyway: The Vision of Habakkuk for Our Times, 2008;
5. The Paradox of Personal Meaning, 2021[4]

Keith jest również ekspertem w dziedzinie przywództwa służebnego. Do jego książek na ten temat należą:
- The Case for Servant Leadership, 2012;
- Servant Leadership in the Boardroom, 2012;
- Questions and Answers about Servant Leadership, 2012;
- Morality and Morale: A Business Tale, 2012.

Zredagował także The Contemporary Servant as Leader, nowe wydanie klasycznego eseju Roberta Greenleafa. 
22 sierpnia 1978 poślubił Elizabeth Misao Carlson; ma troje dzieci.